# La Vénus de Milo (pièce de théâtre)
Ne doit pas être confondu avec Vénus de Milo.
La Vénus de Milo est une comédie en six tableaux écrite par Jacques Deval, créée au théâtre du Gymnase le 1er octobre 1962 dans une mise en scène de Pierre Mondy.

## Argument
Afin d'échapper à son proxénète qui projette de la vendre à un réseau de traite des blanches pour éponger une dette de jeu, Laurence, dite Lolo, se fait engager provisoirement comme femme de maison en espérant que son proxénète sera prochainement incarcéré. Elle trouve une place chez une vieille bourgeoise versaillaise. Cette dernière organise régulièrement, avec quatre notables de la ville, des tournois de bridge qui se terminent de plus en plus mal en raison des opinions politiques divergentes des participants. La présence de Lolo dans la maison va modifier le comportement des quatre notables qui ne penseront plus alors qu'à une seule chose, trouver le moyen de s'isoler et de faire l'amour avec elle. C'est ce qui se passe et, miracle, ils ne disputent plus. Tout semble bien se passer, mais le proxénète n'a pas été arrêté, et a retrouvé la trace de Lolo, il fait irruption dans le salon alors que les quatre joueurs de bridge sont présents. Sans dévoiler son activité il leur fait comprendre que, si une belle somme d'argent n'est pas réunie, il sera obligé d'emmener Lolo fort loin d'ici. Les quatre hommes se désespèrent et finissent par se cotiser pour trouver la somme demandée afin de pouvoir conserver Lolo à leur disposition. La somme ayant été réunie, Lolo décide donc de rester auprès de la vieille bourgeoise ce qui satisfait tout le monde.

## Distribution
Lors de la création :
- Nicole Courcel : Lolo (Laurence Voise]
- Madeleine Lambert : Alix Passegrain, la vieille bourgeoise
- Bernard Lavalette : Maurice Valax, l'architecte
- Régine Lovi : Mona (Monique Sudre, la collègue de Lolo)
- Maxime Fabert : le général Pauquet
- Claude Piéplu : Paul Gouleste
- Jean Michaud : l'abbé Rigaud
- Jacques Marin : Aubin Cauchoy
- Jean Juillard : Milo, le souteneur
- Luce Fabiole : madame Couronne, la dame de compagnie

## Enregistrement pourAu théâtre ce soir
- Enregistré en 1973 au théâtre Marigny
- Mise en scène : Fred Pasquali
- Danielle Volle : Lolo (Laurence Voise]
- Denise Grey : Alix Passegrain, la vieille bourgeoise
- Alain Feydeau : Maurice Valax, l'architecte
- Anne Wartel : Mona (Monique Sudre, la collègue de Lolo)
- Fred Pasquali : le général Pauquet
- Michel Bedetti : Paul Gouleste
- Jean Michaud : l'abbé Rigaud
- Bernard Sancy : Aubin Cauchoy
- Jacques Balutin : Milo, le souteneur
- Luce Fabiole : madame Couronne, la dame de compagnie

## Autour de la pièce
Le titre n'a rien à voir avec la célèbre sculpture, Milo est le surnom de souteneur et Lolo est sa « Vénus ».